# Protokol iz Kyota
Protokol iz Kyota uz Okvirnu konvenciju Ujedinjenih naroda o promjeni klime dodatak je međunarodnom sporazumu o klimatskim promjenama, potpisan s ciljem smanjivanja emisije ugljičnog dioksida i drugih stakleničkih plinova. Do sad ga je potpisalo 170 država i vladinih organizacija (stanje: prosinac 2006.). Protokol je stupio na snagu 16. veljače 2005., kada ga je ratificirala Rusija. Države koje su ga ratificirale čine 61% zagađivača.
Protokol je otvoren za potpisivanje u japanskom gradu Kyotu u organizaciji Konvencije Ujedinjenih naroda za klimatske promjene (UNFCCC), 11. prosinca 1997. Za njegovo stupanje na snagu bilo je potrebno da ga ratificira najmanje 55 država i da države koje su ratificirale protokol čine najmanje 55% zagađivača. To se dogodilo 16. veljače 2005., kada je Protokol ratificirala Rusija.
Protokolom se smanjuje ispuštanje šest stakleničkih plinova: ugljičnog dioksida, metana, dušikovog oksida, fluoriranih ugljikovodika, perfluoriranih ugljikovodika i heksafluorida. U posljednjih nekoliko desetljeća, koncentracije stakleničkih plinova u atmosferi povećale su se zbog izgaranja fosilnih goriva u industriji, prometu itd., što je pridonijelo globalnom zatopljenju i klimatskim promjenama.
Sjedinjene Američke Države i neke manje države odbile su ratificirati protokol iz Kyota. Greenpeace smatra da je protokol postavio preskromne ciljeve kojima se neće postići veći pomaci.

## Hrvatska ratifikacija
Hrvatski sabor je 27. travnja 2007. ratificirao protokol iz Kyota. Hrvatska je postala 170. država koja je prihvatila ovaj dokument. Usvajanjem je prihvaćena obaveza smanjenja emisije stakleničkih plinova za 5% do 2012. Hrvatska je godinama odlagala ratifikaciju sporazuma, jer se željela izboriti za povoljniji položaj u odnosu na onaj koji bi imala, da bi se smanjenje računalo prema 1990. godini. Bazna pozicija je 34,62 milijuna tona ugljičnog dioksida godišnje.

## Vanjske poveznice
- Kyotski protokol uz Okvirnu konvenciju Ujedinjenih naroda o promjeni klime (Narodne novine, broj 5/2007.)